# Svindinge
Svindinge er en landsby på Fyn med 292 indbyggere  (2024). Svindinge ligger i Svindinge Sogn  fem kilometer syd for Ørbæk, 15 kilometer syd for Nyborg og 30 kilometer sydøst for Odense.
Byen tilhører Nyborg Kommune i Region Syddanmark.
Byen rummer en del foreninger til fremme for Svindinge og flere fritidsinteresser.
Svindinge Kirke, som er en af landets to renæssancelandsbykirker, ligger i byen og spiller en rolle i sagnet om Hesselagerstenen.

## Historie
Herregården Glorup havde sidst i 1500-tallet samlet hele byen ved at køb og mageskifter, og dette ejerskab varede til ind i 1800-tallet.
Omkring 1870 omtales byen: "Svindinge med Kirke, Præstegaard, Skole og Kro".
Omkring 1900 omtales byen: "Svindinge (1376: Svinninge, 1462: Swinninghe), ved Landevejen, med Kirke, Præstegd., Skole, Forskole, Stiftelse, ved Vejen til Glorup (opf. 1852 af Grev Moltke-Hvitfeldt for 6 Personer eller Familier, fortrinsvis fra Stamhuset Moltkenborg), Forsamlingshus (opf. 1893 ved samme Vej), Andelsmejeri, Købmandsforretninger, Lægebolig og Telefonstation".
Glorup indgår i Danmarks kulturkanon i kategorien arkitektur og ligger øst for byen mellem Svindinge og Langå.